# Strings to a Web
Strings to a Web je devatenácté studiové album německé powermetalové skupiny Rage z roku 2010, kdy vyšlo u vydavatelství Nuclear Blast. Jeho producenty byli Victor Smolski a Charlie Bauerfeind.

## Seznam skladeb
1. „The Edge of Darkness“ - 4:30
2. „Hunter and Prey“ - 4:31
3. „Into the Light“ - 4:22
4. „The Beggar's Last Dime“ - 5:40
5. „Empty Hollow“ - 6:20
6. „Strings to a Web“ - 3:54
7. „Fatal Grace“ - 1:21
8. „Connected“ - 2:54
9. „Empty Hollow (Reprise)“ - 1:48
10. „Saviour of the Dead“ - 5:44
11. „Hellgirl“ - 4:11
12. „Purified“ - 3:46
13. „Through Ages“ - 2:06
14. „Tomorrow Never Comes“ - 3:41

## Obsazení
- Peavy Wagner – zpěv, baskytara
- Victor Smolski – kytara, klávesy, violoncello
- André Hilgers – bicí
- Lingua Mortis Orchestra
- Hansi Kürsch – doprovodný zpěv
- Jen Majura – doprovodný zpěv
- Thomas Hackmann – doprovodný zpěv
- Samantha Pearl Hilgers – doprovodný zpěv